# 애슈몰린 박물관
애슈몰린 박물관(영어: Ashmolean Museum)은 잉글랜드 옥스퍼드에 소재한 옥스퍼드 대학교의 미술 및 고고학 박물관이다. 전세계 최초의 대학 박물관이다. 이 박물관 부서에는 30,000점 이상의 유물이 있다.

## 같이 보기
- 분류:옥스퍼드 대학교의 박물관